# RaHoWa
RaHoWa — канадская группа, игравшая готик-метал с элементами неоклассического металa. Название группы — аббревиатура от «Racial Holy War» (с англ. — «Расовая священная война», предполагаемая война «арийской расы» за своё существование против цветных рас). За период 1993—1995 годы группа выпустила 2 студийных альбома. Многие из их песен, в особенности из альбома «Declaration of War», имели ярко расистскую и насильственную тематику. RaHoWa была очень популярна среди нацистов, и на концертах группа занималась подстрекательством насилия. Был случай, когда через несколько часов после концерта в Торонто несколько поклонников группы напали на тамильцa, после чего мужчина впал в кому, а затем умер.

## Джордж Бурди
Группу основал Джордж Бурди, который также использовал псевдоним «Джордж Эрик Хоторн». Он был расистом, активистом идеологии превосходства белой расы, являлся последователем Бернарда Классена, также был канадским лидером церкви «Движение созидательности», и владелец студии Resistance Records. Бурди был осуждён за нападение с причинением телесных повреждений в 1995 году, когда в 1993 году, во время беспорядков на концерте группы в Оттаве, он избил Алисию Рекзин — члена организации борьбы против расизма. После окончания тюремного срока в 1997 году Бурди публично отказался от расизма и создал альтернативную рок-группу «Novacosm».

## Состав

### Основной состав
- Джордж Бурди — вокал, гитара
- Джон Летвис — гитара, клавишные, виолончель, бэк-вокал
- Грэхам Штольц — ритм-гитара
- Карл Александр — синтезатор
- Джим Джонс — бас

### Во время живых выступлений
- Майк Ноктем — ударные
- Эрик Вольф — ритм-гитара

## Дискография

### Студийные альбомы
- 1993 — Declaration of War Архивная копия от 5 января 2008 на Wayback Machine
- 1995 — Cult of the Holy War Архивная копия от 5 января 2008 на Wayback Machine

### Концертные альбомы
- 2008 — Dreadful Legions March with Doom… (Live)

### Синглы
- 1993 — The Rain Will Come Again (White Pride World Wide Vol. 3)
- 1994 — Final Call (White Pride World Wide Vol. 3)
- 1994 — When The Boats Come In (Project Tribute — The Flame That Never Dies)